# Von Paradis (cratère)
Pour les articles homonymes, voir Paradis (homonymie).
von Paradis est le nom d'un cratère d'impact présent sur la surface de Vénus.
Le cratère a ainsi été nommé par l'Union astronomique internationale en 1994 en hommage à la pianiste et compositrice autrichienne Maria Theresia von Paradis.
Son diamètre est de 37,5 km. Il se situe dans la région du quadrangle de Nepthys Mons (quadrangle V-54).